# Stjärnhop

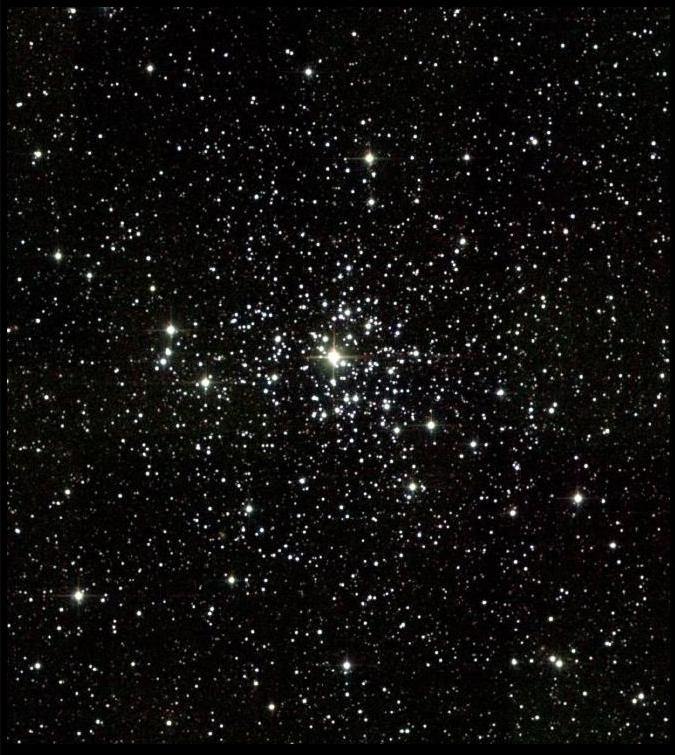
Messier 37 i Kusken, en öppen stjärnhop.

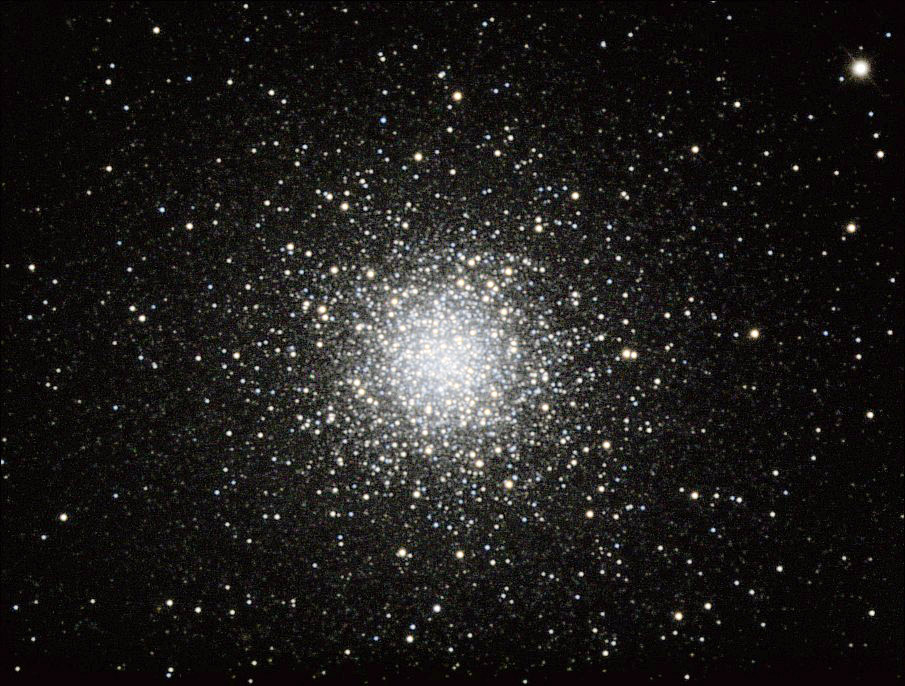
Messier 3 i Jakthundarna, en klotformig stjärnhop.

En stjärnhop är en samling stjärnor som ligger nära varandra och ingår som en del i Vintergatan eller andra galaxer. Det finns huvudsakligen två sorters stjärnhopar. En öppen stjärnhop består främst av unga till medelålders stjärnor och påträffas alltid nästan nära galaxens plan, medan de klotformiga stjärnhoparna är sammansatta av äldre stjärnor och vanligen befinner sig mycket långt från galaxplanet. Av de öppna hoparna är många så glesa, att de endast med svårighet kan upptäckas, och det fordras avancerade metoder för att klarlägga medlemmarnas inbördes samhörighet. Genom att alla medlemmarna i en stjärnhop är nästan lika gamla och befinner sig på nästan samma avstånd från oss har dessa objekt fått stor betydelse för studiet av stjärnors uppkomst och utveckling.
Superstjärnhopar, som Westerlund 1 i Vintergatan, antas vara föregångaren till klotformiga stjärnhopar.
När stjärnorna i en öppen stjärnhop blir äldre driver de iväg, bort från sin födelsehop.

### Fotnoter
1. ↑  Bra Böckers lexikon, 1979.
2. ↑  ”ESO”. Young and Exotic Stellar Zoo: ESO's Telescopes Uncover Super Star Cluster in the Milky Way. 22 mars 2005. Arkiverad från originalet den 9 april 2007. https://web.archive.org/web/20070409105105/http://eso.org/outreach/press-rel/pr-2005/pr-08-05.html. Läst 20 mars 2007.
3. ↑  Pamela (13 maj 2008). ”Falling out of a Cluster: The history of the Sun” (på engelska). Star Stryder. https://www.starstryder.com/2008/05/13/falling-out-of-a-cluster-the-history-of-the-sun/. Läst 10 april 2016.